# Dušan Kovačević
Dušan Kovačević (srbsky Душан Ковачевић, * 12. července 1948 Mrđenovac) je srbský dramatik a scenárista. Vystudoval gymnázium v Novém Sadu a divadelní hrou Maratonci běží čestné kolo absolvoval v roce 1973 obor dramaturgie na Fakultě dramatických umění Bělehradské univerzity. Pracoval jako dramaturg bělehradské televize, pedagog na divadelní škole a ředitel Zvezdarského divadla, od roku 1988 je spisovatelem ve svobodném povolání. V roce 2000 se stal členem Srbské akademie věd a umění, v roce 2012 převzal Cenu Zorana Radmiloviće za celoživotní přínos srbskému divadlu.
Jeho tvorba se vyznačuje černým humorem a absurdní nadsázkou, s níž popisuje lidskou malost. Komedie Radovan Třetí měla v bělehradském divadle Atelje 212 rekordních 299 repríz. Drama Balkánský špión je satirickým obrazem studené války a pojednává o nenápadném penzistovi, který začne považovat svého souseda za nepřátelského agenta (v roce 1984 vznikla její filmová adaptace). Jeho hry vidělo v Srbsku 1,5 milionu diváků, byly přeloženy do 21 jazyků a hrály se v osmdesáti zahraničních divadlech. Je autorem scénáře k filmům Zvláštní léčba (režie Goran Paskaljević, 1979) a Kdo to tam zpívá (režie Slobodan Šijan, 1980). Spolu s Emirem Kusturicou vytvořil scénář k filmu Underground (1995). Také režíroval film Profesionál (2003) podle vlastní divadelní hry a napsal román Byla jednou jedna země (2015).
Je zastáncem obnovy konstituční monarchie v Srbsku a poradcem Alexandra II. Karađorđeviće. Působil rovněž jako srbský velvyslanec v Portugalsku.
Jeho dcera Lena Kovačevićová je úspěšná zpěvačka a skladatelka.